# Bassania triangularis
Bassania triangularis là một loài bướm đêm trong họ Geometridae.